# Discografia de Ghost
A discografia de Ghost, uma banda de rock sueca, consiste de cinco álbuns de estúdio, um álbum ao vivo, três extended plays (EP), dezoito singles, e quinze videoclipes. Formada em Linköping em 2008, Ghost (anteriormente conhecida como Ghost B.C.) é composta do vocalista Tobias Forge e oito instrumentistas anônimos (conhecidos como "Nameless Ghouls" – 2 guitarristas, 1 baterista, 1 multi-instrumentista, 2 tecladistas, 1 vocalista de apoio, e 1 baixista. Depois de uma demo lançada independentemente, a banda lançou seu primeiro álbum de estúdio Opus Eponymous com a gravadora Rise Above Records em outubro de 2010, que alcançou a 30ª posição na Swedish Albums Chart. "Elizabeth" foi lançada como o único single do álbum em junho.
Em janeiro de 2013, a banda voltou com o novo frontman Papa Emeritus II, e em abril a banda lançou seu segundo álbum Infestissumam. O álbum liderou a parada de álbuns da Suécia, e também alcançou o top dez na Finlândia e na Noruega. Em outubro de 2013, o álbum foi certificado ouro pela Federação Internacional da Indústria Fonográfica (IFPI) na Suécia, certificando vendas de mais de 20.000 cópias no país de origem da banda. O single "Secular Haze", do álbum Infestissumam, alcançou a posição 22 nas Paradas de Singles da Finlândia. A banda lançou "If You Have Ghost", um EP de cinco faixas de versões cover, em novembro de 2013, que alcançou a 87ª posição no Billboard 200 dos Estados Unidos.
Papa Emeritus III substituiu II em maio de 2015, quando a banda anunciou o single "Cirice", seguido por "From the Pinnacle to the Pit" em julho, ambos os quais alcançaram o top 5 da Parada de Rock Mainstream da Billboard nos EUA. O terceiro álbum do Ghost, Meliora, foi lançado em agosto, liderando as paradas de álbuns na Suécia e na Finlândia, e recebendo um certificado de platina na Suécia. Um segundo EP, Popestar, com a nova música original "Square Hammer" e quatro covers, foi lançado em setembro de 2016. Tornou-se o primeiro EP a chegar à primeira posição da Parada de Rock Mainstream dos EUA.
Ghost lançou seu quarto álbum Prequelle no dia 1 de junho de 2018, que estreou também o novo frontman Cardinal Copia, e foi precedido pelos singles "Rats" e "Dance Macabre" em abril.
No dia 13 de setembro de 2019, Ghost lançou Seven Inches of Satanic Panic, que foi descrito como um EP de duas faixas e como um single. No dia anterios, em 12 de setembro, eles lançaram um videoclipe para a primeira faixa do disco, "Kiss the Go-Goat", como parte de sua websérie.
No dia 30 de setembro de 2021, a banda lançou single Hunter's Moon, inicialmente como parte da trilha sonora do filme Halloween Kills e mais tarde como parte do álbum de estúdio Impera, que até então não havia sido anunciado.
No dia 20 de janeiro de 2022, Ghost lançou "Call Me Little Sunshine" e anunciou seu quinto álbum de estúdio, Impera, com a data de lançamento para o dia 11 de março do mesmo ano.
O álbum Impera foi lançado no dia 11 de março de 2022. Junto com o lançamento, a banda fez uma transmissão ao vivo no YouTube onde tocaram quatro faixas do novo álbum.
No dia 26 de janeiro de 2023, a banda lançou uma versão alternativa da música "Spillways", que originalmente faz parte do álbum Impera, com o vocalista da banda Def Leppard, Joe Elliott.
A banda lançou, no dia 9 de abril, um single acompanhado de um videoclipe para o cover de "Jesus He Knows Me", originalmente da banda Genesis. Com o lançamento do single, foi feito o anúncio do EP Phantomime, lançado no dia 19 de maio.
A coletânea 13 Commandments foi lançada em 1 de dezembro de 2023. O lançamento contou com a disponibilização mundial da faixa "Zenith" via streaming, que até então era exclusiva da edição Redux do álbum Meliora em formatos físicos.
O álbum ao vivo Rite Here Rite Now (Original Motion Picture Soundtrack), que serve de trilha sonora para o filme homônimo, foi lançado no dia 26 de julho de 2024. O lançamento foi precedido pelo lançamento dos singles "Absolution", gravado ao vivo no Kia Forum, e a faixa inédita "The Future Is A Foreign Land", a única gravação de estúdio da trilha.

## Álbuns de estúdio
| 2010                                             | Opus Eponymous - Lançamento: 18 de outubro de 2010 - Gravadora: Rise Above | 30 | —   | —   | — | —  | — | —  | —  | —                                    |
| 2013                                             | Infestissumam - Lançamento: 10 de abril de 2013 - Gravadora: Loma Vista    | 1  | 189 | 150 | 5 | 85 | 8 | 58 | 28 | - EUA: 70.000 vendas - SUÉ: Ouro     |
| 2015                                             | Meliora - Lançamento: 21 de agosto de 2015 - Gravadora: Loma Vista         | 1  | 21  | 23  | 1 | 19 | 2 | 23 | 8  | - EUA: 100.000 vendas - SUÉ: Platina |
| 2018                                             | Prequelle - Lançamento: 1 de junho de 2018 - Gravadora: Loma Vista         | 1  | 4   | 5   | 1 | 2  | 1 | 10 | 3  | —                                    |
| 2022                                             | Impera - Lançamento: 11 de março de 2022 - Gravadora: Loma Vista           | 1  | 2   | 3   | 1 | 1  | 2 | 2  | 2  | - SUÉ: Ouro                          |
| 2025                                             | Skeletá - Lançamento: 25 de abril de 2025 - Gravadora: Loma Vista          | 1  | 1   | 2   | — | —  | — | 2  | 1  | —                                    |
| "—" denota um álbum que não alcançou as paradas. |                                                                            |    |     |     |   |    |   |    |    |                                      |

## Singles
| Ano  | Single                                                                  | Posições nas paradas | Posições nas paradas | Álbum/EP                                                |
| Ano  | Single                                                                  | FIN                  | US Mainstream Rock   | Álbum/EP                                                |
| ---- | ----------------------------------------------------------------------- | -------------------- | -------------------- | ------------------------------------------------------- |
| 2010 | "Elizabeth" - Lançamento: 20 de junho de 2010                           | –                    | –                    | Opus Eponymous                                          |
| 2012 | "Secular Haze" - Lançamento: 15 de dezembro de 2012                     | 22                   | –                    | Infestissumam                                           |
| 2013 | "Year Zero" - Lançamento: 19 de abril de 2013                           | –                    | –                    | Infestissumam                                           |
| 2013 | "If You Have Ghosts" - Lançamento: 9 de outubro de 2013                 | –                    | –                    | If You Have Ghost                                       |
| 2015 | "Cirice" - Lançamento: 30 de maio de 2015                               | –                    | 4                    | Meliora                                                 |
| 2015 | "From the Pinnacle to the Pit" - Lançamento: 17 de julho de 2015        | –                    | 5                    | Meliora                                                 |
| 2015 | "Majesty" - Lançamento: 7 de agosto de 2015                             | –                    | –                    | Meliora                                                 |
| 2016 | "Square Hammer" - Lançamento: 12 de setembro de 2016                    | –                    | 1                    | Popestar                                                |
| 2018 | "Rats" - Lançamento: 12 de abril de 2018                                | –                    | 1                    | Prequelle                                               |
| 2018 | "Dance Macabre" - Lançamento: 18 de maio de 2018                        | –                    | –                    | Prequelle                                               |
| 2019 | "Kiss The Go-Goat/Mary On A Cross" - Lançamento: 13 de setembro de 2019 | –                    | –                    | Seven Inches of Satanic Panic                           |
| 2021 | "Hunter's Moon" - Lançamento: 30 de setembro de 2021                    | –                    | 1                    | Impera                                                  |
| 2022 | "Call Me Little Sunshine" - Lançamento: 20 de janeiro de 2022           | –                    | 13                   | Impera                                                  |
| 2022 | "Twenties" - Lançamento: 2 de março de 2022                             | –                    | –                    | Impera                                                  |
| 2023 | "Spillways [Feat. Joe Elliott]" - Lançamento: 26 de janeiro de 2023     | –                    | –                    | Single avulso                                           |
| 2023 | "Jesus He Knows Me" - Lançamento: 9 de abril de 2023                    | –                    | –                    | Phantomime                                              |
| 2023 | "Phantom Of The Opera" - Lançamento: 16 de maio de 2023                 | –                    | –                    | Phantomime                                              |
| 2023 | "Stay feat. Patrick Wilson" - Lançamento: 7 de julho de 2023            | –                    | –                    | Single avulso                                           |
| 2024 | "Absolution (Live at the Forum / 2023)" - Lançamento: 9 de maio de 2024 | –                    | –                    | Rite Here Rite Now (Original Motion Picture Soundtrack) |
| 2024 | "The Future Is A Foreign Land" - Lançamento: 21 de junho de 2024        | –                    | –                    | Rite Here Rite Now (Original Motion Picture Soundtrack) |
| 2025 | "Satanized" - Lançamento: 5 de março de 2025                            | –                    | –                    | Skeletá                                                 |
| 2025 | "Lachryma" - Lançamento: 11 de abril de 2025                            | –                    | –                    | Skeletá                                                 |
| 2025 | "Peacefield" - Lançamento: 22 de abril de 2025                          | –                    | –                    | Skeletá                                                 |

## Extended plays
| Ano  | EP                                                     | Posições nas paradas | Posições nas paradas |
| Ano  | EP                                                     | US                   | UK Rock & Metal      |
| ---- | ------------------------------------------------------ | -------------------- | -------------------- |
| 2013 | If You Have Ghost - Lançamento: 20 de novembro de 2013 | 87                   | 11                   |
| 2016 | Popestar - Lançamento: 16 de setembro de 2016          | 16                   | 6                    |
| 2023 | Phantomime - Lançamento: 19 de maio de 2023            | 7                    | 8                    |

## Coletâneas
| Ano  | Coletânea                                                      |
| ---- | -------------------------------------------------------------- |
| 2022 | [MESSAGE FROM THE CLERGY] - Lançamento: 12 de setembro de 2022 |
| 2023 | 13 Commandments - Lançamento: 1 de dezembro de 2023            |

## Álbuns ao vivo
| Ano       | Álbum ao vivo |
| --------- | --- |
| 2017/2018 | Ceremony and Devotion - Lançamento (mídia digital): 8 de dezembro de 2017 - Lançamento (mídia física): 19 de janeiro de 2018 |
| 2024      | Rite Here Rite Now (Original Motion Picture Soundtrack) - Lançamento: 26 de julho de 2024                                    |

## Videoclipes
| Ano  | Título                                 | Álbum/EP                                                | Direção         | Ref(s). |
| ---- | -------------------------------------- | ------------------------------------------------------- | --------------- | ------- |
| 2013 | "Secular Haze"                         | Infestissumam                                           | Amir Chamdin    | [ 51 ]  |
| 2013 | "Year Zero"                            | Infestissumam                                           | Amir Chamdin    | [ 52 ]  |
| 2013 | "Monstrance Clock"                     | Infestissumam                                           | Rob Semmer      | [ 53 ]  |
| 2015 | "Cirice"                               | Meliora                                                 | Roboshobo       | [ 54 ]  |
| 2015 | "From the Pinnacle to the Pit"         | Meliora                                                 | Zev Deans       | [ 55 ]  |
| 2016 | "Square Hammer"                        | Popestar                                                | Zev Deans       | [ 56 ]  |
| 2017 | "He Is"                                | Meliora                                                 | Zev Deans       | [ 57 ]  |
| 2018 | "Rats"                                 | Prequelle                                               | Roboshobo       | [ 58 ]  |
| 2018 | "Dance Macabre"                        | Prequelle                                               | Zev Deans       | [ 59 ]  |
| 2019 | "Kiss the Go-Goat"                     | Seven Inches of Satanic Panic                           | Desconhecido    | [ 60 ]  |
| 2021 | "Life Eternal"                         | Prequelle                                               | Desconhecido    | [ 61 ]  |
| 2021 | "Hunter's Moon"                        | Impera                                                  | Amanda Demme    | [ 62 ]  |
| 2022 | "Call Me Little Sunshine"              | Impera                                                  | Matt Mahurin    | [ 63 ]  |
| 2022 | "Spillways"                            | Impera                                                  | Amir Chamdin    | [ 64 ]  |
| 2023 | "Jesus He Knows Me" (cover de Genesis) | Phantomime                                              | Alex Ross Perry | [ 65 ]  |
| 2024 | "Mary On A Cross"                      | Seven Inches of Satanic Panic                           | Sean Connelly   | [ 66 ]  |
| 2024 | "The Future Is a Foreign Land"         | Rite Here Rite Now (Original Motion Picture Soundtrack) | Sean Connelly   | [ 66 ]  |
| 2025 | "Satanized"                            | Skeletá                                                 | Amir Chamdin    | [ 67 ]  |
| 2025 | "Lachryma"                             | Skeletá                                                 | Amir Chamdin    | [ 68 ]  |
| 2025 | "Peacefield"                           | Skeletá                                                 | Amir Chamdin    | [ 69 ]  |